# 케빈 코코런
케빈 코코런(Kevin Corcoran, 1949년 6월 10일 ~ 2015년 10월 6일)은 미국의 배우, 영화 감독, 텔레비전 배우, 성우, 영화 프로듀서이다.
샌타모니카에서 태어났으며 버뱅크에서 사망하였다. 사인은 대장암이다.

## 영화
- 선스 오브 아나키 (2008년)
- 제시카의 추리 극장 (1984년)
- 쾌걸 조로 (1983년)
- 허비 - 흥분하다 (1980년)
- 목사님 만세 (1979년)
- 세비지 샘 (1963년)
- 본 보이즈! (1962년)
- 장난감 나라 (1961년)
- Pollyanna (1960년)
- 로빈슨 가족 (1960년)
- 쉐기 독 (1959년)
- 올드 옐러 (1957년)
- 난폭한 토요일 (1955년)
- 야성녀 (1955년)
- 디즈니랜드 (1954년) - 제임스 분 역
- 글렌 밀러 스토리 (1954년) - 스티브 밀러 - 에이지 4 역